# Bahnstrecke Rakovník–Louny předměstí
| Kursbuchstrecke (SŽ): | 126                  |                                                                           |                                                                           |
| Streckenlänge: | 44,759 km            |                                                                           |                                                                           |
| Spurweite: | 1435 mm (Normalspur) |                                                                           |                                                                           |
| Maximale Neigung: | 18 ‰                 |                                                                           |                                                                           |
| Streckengeschwindigkeit: | 70 km/h              |                                                                           |                                                                           |
| |                      |                                                                           |                                                                           |
| \| \| \| von Beroun (vorm. Rakonitz-Protiviner Bahn) \| \| \| \| \| von Lužná u Rakovníka (vorm. BEB) \| \| \| \| 0,000 \| Rakovník früher Rakonitz \| 325 m \| \| \| \| nach Bečov nad Teplou (vorm. LB Rakonitz–Petschau–Buchau) \| \| \| \| \| und nach Mladotice (vorm. LB Rakonitz–Mlatz) \| \| \| \| 1,436 \| vlečka TOS Rakovník \| vlečka TOS Rakovník \| \| \| \| Černý potok \| \| \| \| \| Rakovnický potok \| \| \| \| 2,849 \| vlečka Kovošrot Rakovník \| vlečka Kovošrot Rakovník \| \| \| 8,707 \| Chrášťany früher Kroschau-Herrndorf \| 385 m \| \| \| \| Krupá–Kolešovice (vorm. BEB) \| \| \| \| \| ehemalige Protektoratsgrenze (1938–1945) \| \| \| \| 12,083 \| Hořesedly früher Nesuchyn-Horosedl \| 405 m \| \| \| 15,790 \| Svojetín früher Swojetin \| 430 m \| \| \| 17,200 \| Janov u Rakovníka \| 425 m \| \| \| \| Praha-Bubny–Chomutov (vorm. BEB) \| \| \| \| 19,490 \| Kounov früher Kounowa \| 430 m \| \| \| 22,200 \| ehemalige Protektoratsgrenze (1938–1945) \| ehemalige Protektoratsgrenze (1938–1945) \| \| \| 22,527 \| Mutějovice früher Mutowitz \| 450 m \| \| \| \| vlečka důl Perun \| \| \| \| 23,138 \| Tunnel Džbán (105 m) \| Tunnel Džbán (105 m) \| \| \| 26,654 \| Domoušice früher Domauschitz \| 405 m \| \| \| 31,546 \| Solopysky früher Solopisk-Rotschow \| 340 m \| \| \| 34,352 \| Konětopy früher Konotop-Netluk \| 300 m \| \| \| 36,434 \| Hřivice früher Hriwitz \| 295 m \| \| \| 38,302 \| Touchovice u Loun \| 275 m \| \| \| 39,769 \| Opočno u Loun früher Opotschna \| 255 m \| \| \| \| Hasina \| \| \| \| 41,827 \| Jimlín früher Semich-Imling \| 240 m \| \| \| 44,180 \| Louny předměstí früher Laun Vorstadt \| 215 m \| \| \| \| Verbindungskurve nach odb. Louny předměstí St. 2 (vorm. EB Rakonitz–Laun) \| \| \| \| \| von Postoloprty (vorm. LB Postelberg–Laun) \| \| \| \| 44,759 \| odb. Louny předměstí St. 1 \| odb. Louny předměstí St. 1 \| \| \| \| nach Louny (vorm. LB Postelberg–Laun) \| \| \| \| \| \| \| \| Quellen: Frühere Namen Stand 1913.[1][2][3][4] \| \| \| \| |                      |                                                                           |                                                                           |
| Strecke |                      | von Beroun (vorm. Rakonitz-Protiviner Bahn)                               | von Beroun (vorm. Rakonitz-Protiviner Bahn)                               |
| Abzweig geradeaus und von rechts |                      | von Lužná u Rakovníka (vorm. BEB)                                         | von Lužná u Rakovníka (vorm. BEB)                                         |
| Bahnhof | 0,000                | Rakovník früher Rakonitz                                                  | 325 m                                                                     |
| Abzweig geradeaus und nach links |                      | nach Bečov nad Teplou (vorm. LB Rakonitz–Petschau–Buchau)                 | nach Bečov nad Teplou (vorm. LB Rakonitz–Petschau–Buchau)                 |
| Strecke |                      | und nach Mladotice (vorm. LB Rakonitz–Mlatz)                              | und nach Mladotice (vorm. LB Rakonitz–Mlatz)                              |
| Abzweig geradeaus und von rechts | 1,436                | vlečka TOS Rakovník                                                       | vlečka TOS Rakovník                                                       |
| Brücke |                      | Černý potok                                                               | Černý potok                                                               |
| Brücke |                      | Rakovnický potok                                                          | Rakovnický potok                                                          |
| Abzweig geradeaus und von rechts | 2,849                | vlečka Kovošrot Rakovník                                                  | vlečka Kovošrot Rakovník                                                  |
| Bahnhof | 8,707                | Chrášťany früher Kroschau-Herrndorf                                       | 385 m                                                                     |
| Kreuzung geradeaus oben |                      | Krupá–Kolešovice (vorm. BEB)                                              | Krupá–Kolešovice (vorm. BEB)                                              |
| Grenze |                      | ehemalige Protektoratsgrenze (1938–1945)                                  | ehemalige Protektoratsgrenze (1938–1945)                                  |
| Haltepunkt / Haltestelle | 12,083               | Hořesedly früher Nesuchyn-Horosedl                                        | 405 m                                                                     |
| Bahnhof | 15,790               | Svojetín früher Swojetin                                                  | 430 m                                                                     |
| Haltepunkt / Haltestelle | 17,200               | Janov u Rakovníka                                                         | 425 m                                                                     |
| Kreuzung geradeaus oben |                      | Praha-Bubny–Chomutov (vorm. BEB)                                          | Praha-Bubny–Chomutov (vorm. BEB)                                          |
| Haltepunkt / Haltestelle | 19,490               | Kounov früher Kounowa                                                     | 430 m                                                                     |
| Grenze | 22,200               | ehemalige Protektoratsgrenze (1938–1945)                                  | ehemalige Protektoratsgrenze (1938–1945)                                  |
| Bahnhof | 22,527               | Mutějovice früher Mutowitz                                                | 450 m                                                                     |
| Abzweig geradeaus und ehemals nach rechts |                      | vlečka důl Perun                                                          | vlečka důl Perun                                                          |
| Tunnel | 23,138               | Tunnel Džbán (105 m)                                                      | Tunnel Džbán (105 m)                                                      |
| Bahnhof | 26,654               | Domoušice früher Domauschitz                                              | 405 m                                                                     |
| Haltepunkt / Haltestelle | 31,546               | Solopysky früher Solopisk-Rotschow                                        | 340 m                                                                     |
| Haltepunkt / Haltestelle | 34,352               | Konětopy früher Konotop-Netluk                                            | 300 m                                                                     |
| Bahnhof | 36,434               | Hřivice früher Hriwitz                                                    | 295 m                                                                     |
| Haltepunkt / Haltestelle | 38,302               | Touchovice u Loun                                                         | 275 m                                                                     |
| Haltepunkt / Haltestelle | 39,769               | Opočno u Loun früher Opotschna                                            | 255 m                                                                     |
| Brücke |                      | Hasina                                                                    | Hasina                                                                    |
| Haltepunkt / Haltestelle | 41,827               | Jimlín früher Semich-Imling                                               | 240 m                                                                     |
| Bahnhof | 44,180               | Louny předměstí früher Laun Vorstadt                                      | 215 m                                                                     |
| Abzweig geradeaus und nach links |                      | Verbindungskurve nach odb. Louny předměstí St. 2 (vorm. EB Rakonitz–Laun) | Verbindungskurve nach odb. Louny předměstí St. 2 (vorm. EB Rakonitz–Laun) |
| Abzweig geradeaus und von links |                      | von Postoloprty (vorm. LB Postelberg–Laun)                                | von Postoloprty (vorm. LB Postelberg–Laun)                                |
| Blockstelle | 44,759               | odb. Louny předměstí St. 1                                                | odb. Louny předměstí St. 1                                                |
| Strecke |                      | nach Louny (vorm. LB Postelberg–Laun)                                     | nach Louny (vorm. LB Postelberg–Laun)                                     |
| |                      |                                                                           |                                                                           |
| Quellen: Frühere Namen Stand 1913. |                      |                                                                           |                                                                           |

Die Bahnstrecke Rakovník–Louny předměstí ist eine regionale Eisenbahnverbindung in Tschechien, die ursprünglich durch die Eisenbahn Rakonitz–Laun als Hauptbahn II. Ranges erbaut und betrieben wurde. Sie schließt in Rakovník an die Bahnstrecke Beroun–Rakovník an und führt in Mittelböhmen nach Louny, wo sie in die Bahnstrecke Postoloprty–Louny einmündet. 

## Geschichte
Die Strecke Rakonitz–Laun war ursprünglich Teil der am 8. Oktober 1872 konzessionierten Böhmischen Südwestbahn von Liebenau nach Kuschwarda. Zu einem Baubeginn kam es infolge der Wirtschaftskrise von 1873 nicht. Lediglich die Teilstrecke Rakonitz–Protivín wurde 1874 durch den österreichischen Staat selbst gebaut und 1876 eröffnet.
Am 17. August 1901 wurde den Herren „Vincenz Feyerseil, k.k. Notar in Karolinenthal, im Vereine mit Josef Čermák, Fabriksbesitzer in Rakonitz, Vincenz Řiha, Obmann der Bezirksvertretung in Laun und Dr. Valentin Stopka, Bürgermeister der Stadt Laun, die erbetene Concession zum Baue und Betriebe einer als Hauptbahn zweiten Ranges auszuführenden normalspurigen Locomotiveisenbahn von der Station Rakonitz der Staatsbahnlinie Rakonitz–Protivin über Kroschau, Welhotten, Domauschitz, Opotschna, Jimlin und Semich zum Anschlusse mittels zweier Verbindungskurven an die Localbahn Postelberg–Laun“ erteilt.
Das Kapital der Aktiengesellschaft Eisenbahn Rakonitz–Laun betrug 1.559.200 Kronen in 3898 Stück Stammaktien zu je 400 Kronen.
Die Strecke wurde am 24. September 1904 eröffnet. Zwei gleichzeitig eröffnete Verbindungskurven im Eigentum der Eisenbahn Rakonitz–Laun bei Laun und bei Postelberg ermöglichten dabei auch einen direkten Verkehr in der Relation Rakonitz–Brüx. Den Betrieb führten die kkStB für Rechnung der Eisenbahn Rakonitz–Laun aus. 
Der Fahrplan von 1912 wies vier gemischte Personenzugpaare 2. und 3. Klasse zwischen Rakonitz und Laun aus, von denen drei über die Rakonitz-Protiviner Bahn von und nach Beraun durchgebunden waren. Ein weiteres Zugpaar verkehrte nur zwischen Mutowitz und Laun.
Nach dem Zerfall Österreich-Ungarns infolge des Ersten Weltkrieges übernahmen die neu gegründeten Tschechoslowakischen Staatsbahnen (ČSD) die Betriebsführung. Zum 1. Januar 1922 wurde die Eisenbahn Rakonitz–Laun verstaatlicht. Fortan gehörte auch die Infrastruktur zum Netz der ČSD.
Der Einsatz moderner Motorzüge ermöglichte Anfang der 1930er Jahre sowohl eine Verdichtung des Fahrplanes als auch eine Fahrzeitverkürzung. Der ab 7. Oktober 1937 gültige Fahrplan der ČSD verzeichnete sechs Personenzugpaare zwischen Louny und Rakovník, von denen zwei von und nach Beroun durchgebunden waren. Vier weitere bedienten Teilstrecken.

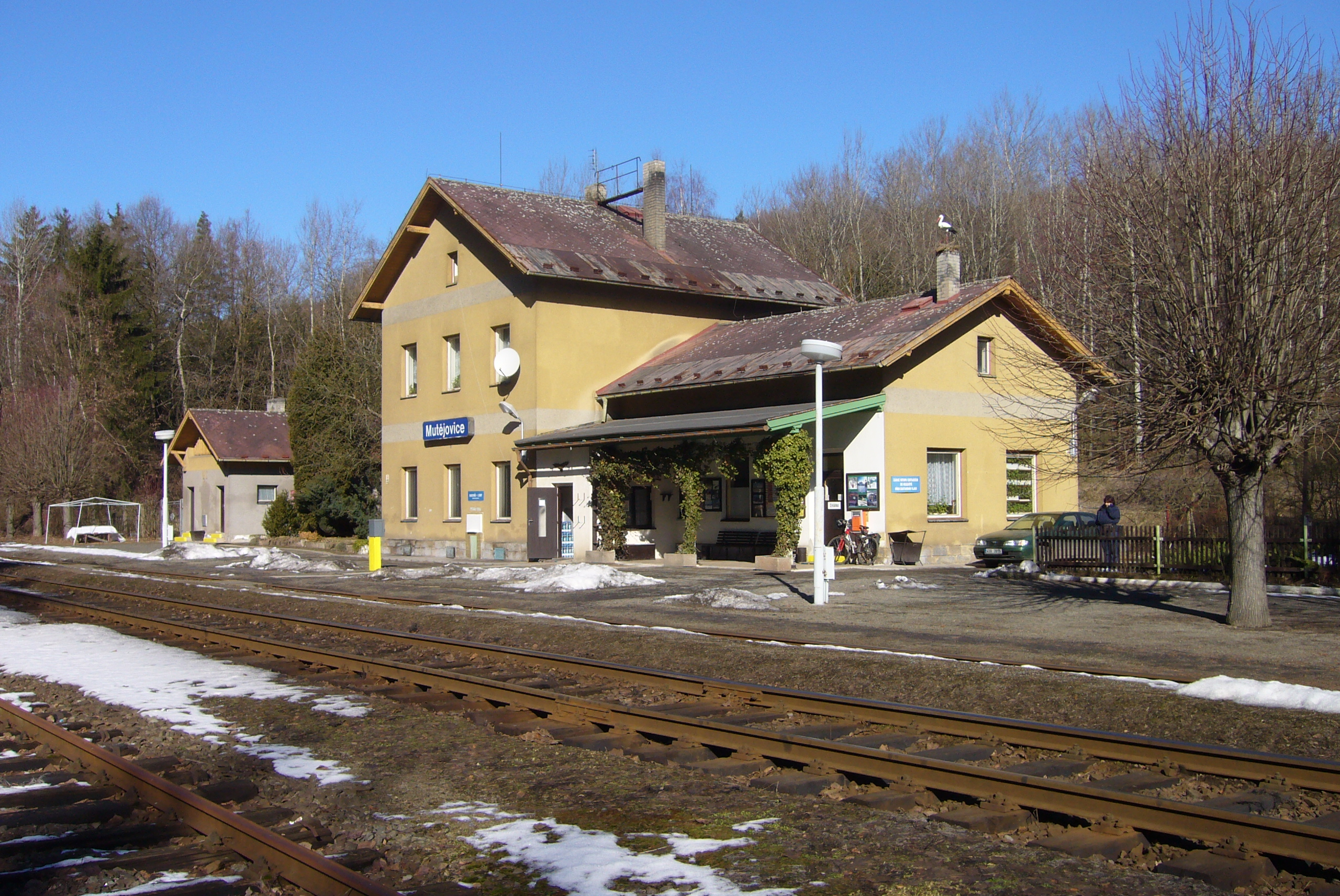
Bahnhof Mutějovice (2011)

Nach der Angliederung des Sudetenlandes an Deutschland im Herbst 1938 lag ein Teil der Strecke auf deutschem Gebiet. Da keine direkte Anbindung an andere deutsche Strecken bestand, verblieb die Gesamtstrecke allerdings im Betrieb der nunmehrigen Protektoratsbahnen Böhmen und Mähren (ČMD-BMB). Als Grenzbahnhöfe wurden Kaunowa und Horosedl bestimmt. Im Reichskursbuch war die Strecke als KBS 167g Laun–Rakonitz enthalten. Nach dem Zweiten Weltkrieg kam die Strecke im Mai 1945 wieder vollständig zu den ČSD.
Ab 1951 verkehrte über die Strecke ein zunächst als Motorzug geführtes Schnellzugpaar zwischen České Budějovice und Most mit Kurswagen von und nach Děčín hl.n. und Chomutov. Es erhielt später der Namen „Bezdrev“ und wurde erst 2007 zugunsten schnellerer Verbindungen über Prag wieder aufgegeben.
Am 1. Januar 1993 ging die Strecke im Zuge der Dismembration der Tschechoslowakei an die neu gegründeten České dráhy (ČD) über. Seit 2003 gehört sie zum Netz des staatlichen Infrastrukturbetreibers Správa železniční dopravní cesty (SŽDC), heute: Správa železnic. 
Mit dem Fahrplanwechsel am 14. Dezember 2008 wurde eine Integraler Taktfahrplan eingeführt. Die Personenzüge werden seitdem im Zweistundentakt in der Relation Rakovnik–Louny–Most durchgebunden. Die Züge kreuzen zur üblichen Symmetrieminute in Hřivice. Werktags verkehren weitere Züge zwischen Domoušice und Most, so dass in diesem Abschnitt in den Hauptverkehrszeiten eine Einstundentakt besteht. Seit Dezember 2009 ist die Strecke ab Domoušice in den Regiotakt Ústecký kraj als Linie U 12 integriert. Ein Teil der Fahrten wird seitdem von und nach Osek město durchgebunden. Im Středočeský kraj wird die Linie dagegen als S52 Domoušice–Rakovník geführt.
Nach einer Neuausschreibung der Verkehrsleistungen durch die ÖPNV-Aufgabenträger wird der Schienenpersonennahverkehr auf der Linie U 12 seit Dezember 2019 durch das Eisenbahnverkehrsunternehmen Die Länderbahn CZ (DLB) gefahren.

## Fahrzeugeinsatz

kkStB 180.01

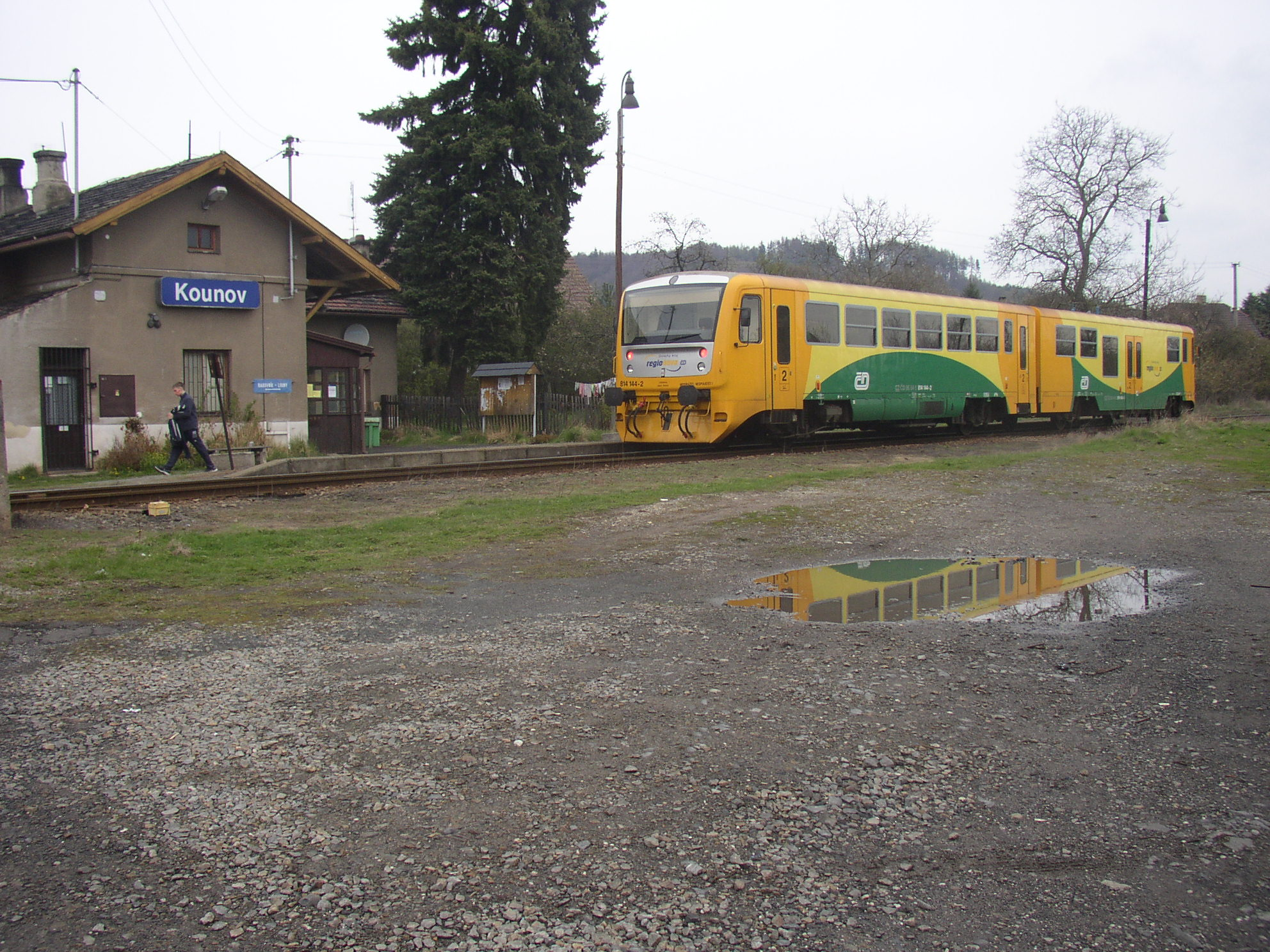
ČD-Baureihe 814 (Haltestelle Kounov; 2012)

Für Rechnung der Eisenbahn Rakonitz–Laun beschafften die kkStB drei Lokomotiven der Reihe 180. Die Lokomotiven besaßen die Betriebsnummern 180.92–94.